# Dalov
Dalov (německy Dohle) je vesnice, část města Šternberk v okrese Olomouc v Olomouckém kraji. Nachází se v Nízkém Jeseníku, asi sedm kilometrů severovýchodně od Šternberka. Součástí Dalova je i osada Horní Žleb a na území vesnice se též nachází zatopený lom (Dalovské jezírko), v jehož okolí je rekreační chatová oblast nejen pro obyvatele Šternberka.

## Název
Název vesnice byl odvozen od osobního jména Dal, domácké podoby jmen Dalebor, Dalemír apod., a znamenalo „Dalův majetek“. Německé jméno (zprvu Dahle, od 19. století Dohle) vzniklo z českého.

## Historie
První písemná zmínka o Dalovu pochází z roku 1397, vznikl při kolonizaci dosud neobydlených horských oblastí. Až do zavedení obecních samospráv roku 1850 patřil k panství Šternberk. Šlo o prakticky čistě německou obec, jejíž obyvatelé se živili zemědělstvím, zpracováním břidlice ze zdejšího lomu a těžbou dřeva v okolních lesích. Po roce 1938 se stala součástí Německem zabraných Sudet a po válce byla většina původních obyvatel vysídlena.
V blízkém okolí Dalova se dříve nacházely vesnice Veselí (Wesidel) a Zezule (Kuckersdorf), které však zanikly už ve druhé polovině 15. století. Ve druhé polovině 18. století byla naopak v údolí říčky Sitky založena osada Horní Žleb (Obergrund), kromě dřevařské pily proslavená parní prádelnou a bělením prádla, které se sem dováželo ze širokého okolí.

## Obyvatelstvo
| Rok      | 1869 | 1880 | 1890 | 1900 | 1910 | 1921 | 1930 |      |
| -------- | ---- | ---- | ---- | ---- | ---- | ---- | ---- | ---- |
| Obyvatel | 461  | 451  | 481  | 493  | 419  | 405  | 395  |      |
| Domů     | 74   | 80   | 78   | 77   | 95   | 92   | 98   |      |
| Rok      | 1950 | 1961 | 1970 | 1980 | 1991 | 2001 | 2011 | 2021 |
| Obyvatel | 251  | 268  | 293  | 267  | 241  | 236  | 204  | 166  |
| Domů     | 96   | 55   | 51   | 52   | 69   | 66   | 63   | 64   |

1. ↑  Z toho 390 osob národnosti německé a 5 československé.[9]

## Obecní správa
Při sčítání lidu v letech 1850–1979 byl Dalov samostatnou obcí, nejprve v okrese Šternberk, od roku 1960 v okrese Olomouc. Od 1. července 1979 je částí města Šternberk v okrese Olomouc.

## Pamětihodnosti
- novogotická kaple svatého Jana Nepomuckého
- kříž z roku 1853 na hřbitově
- několik chráněných lip

## Galerie

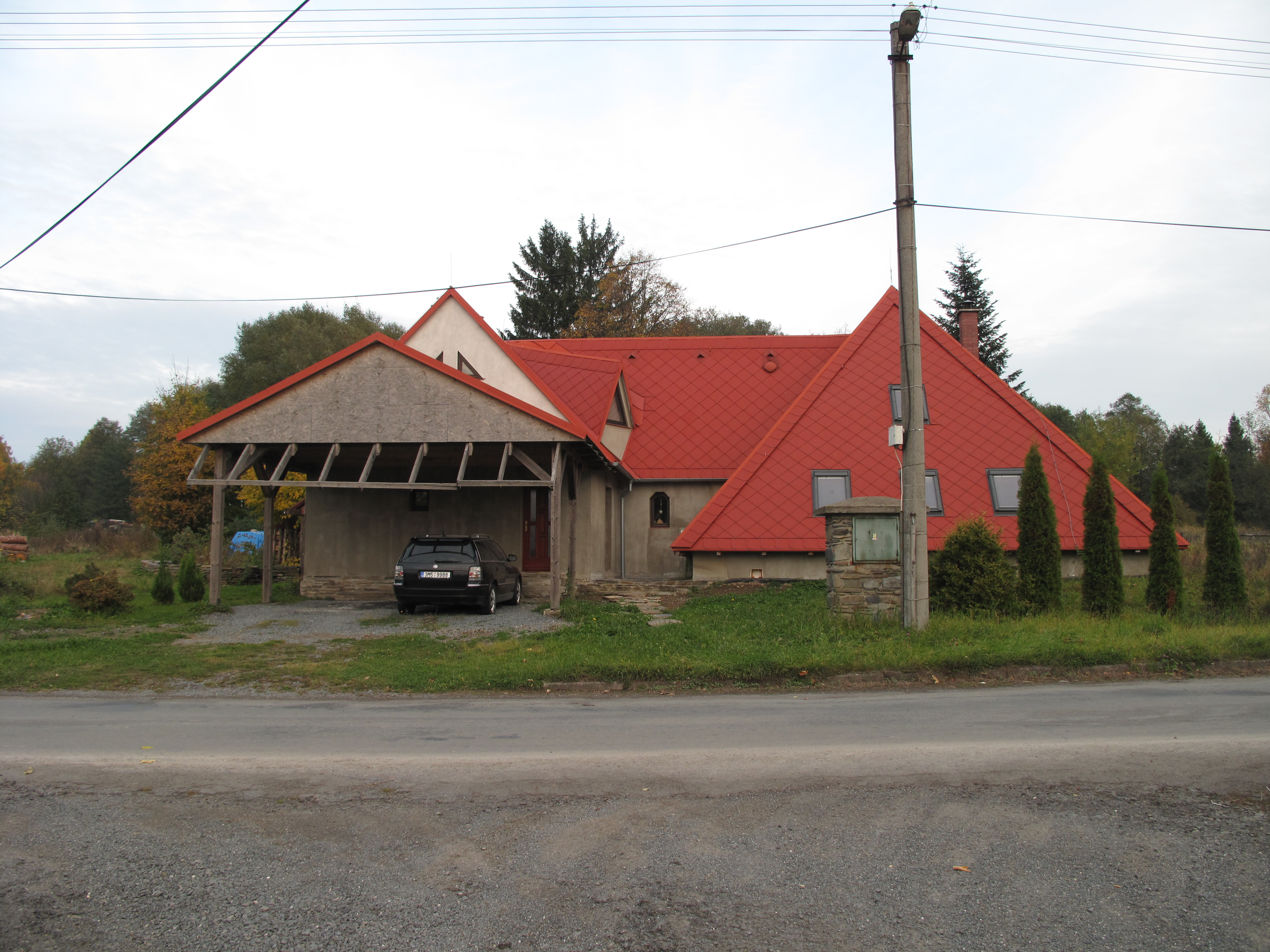
Novostavba (2016)
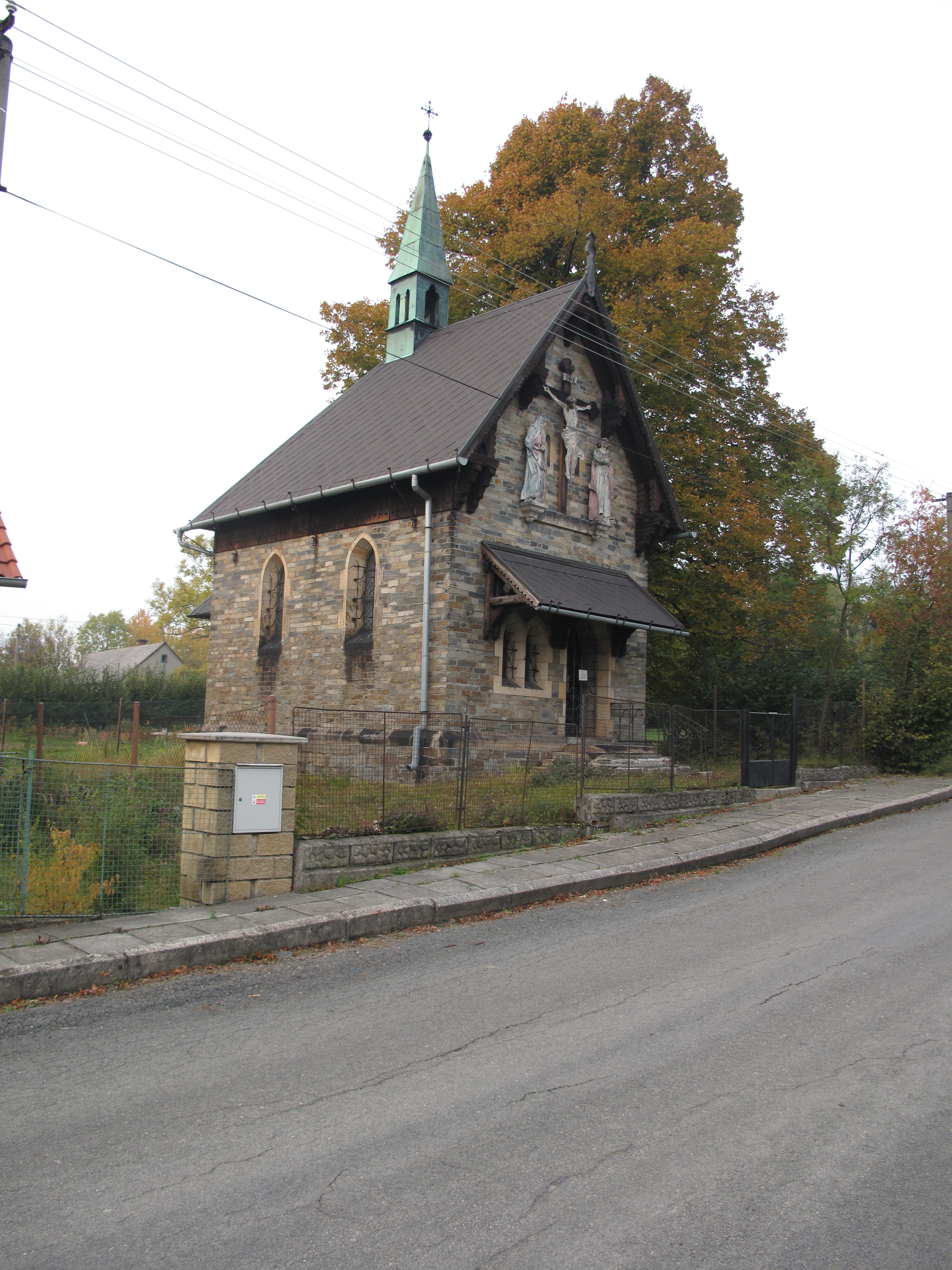
Kaplička
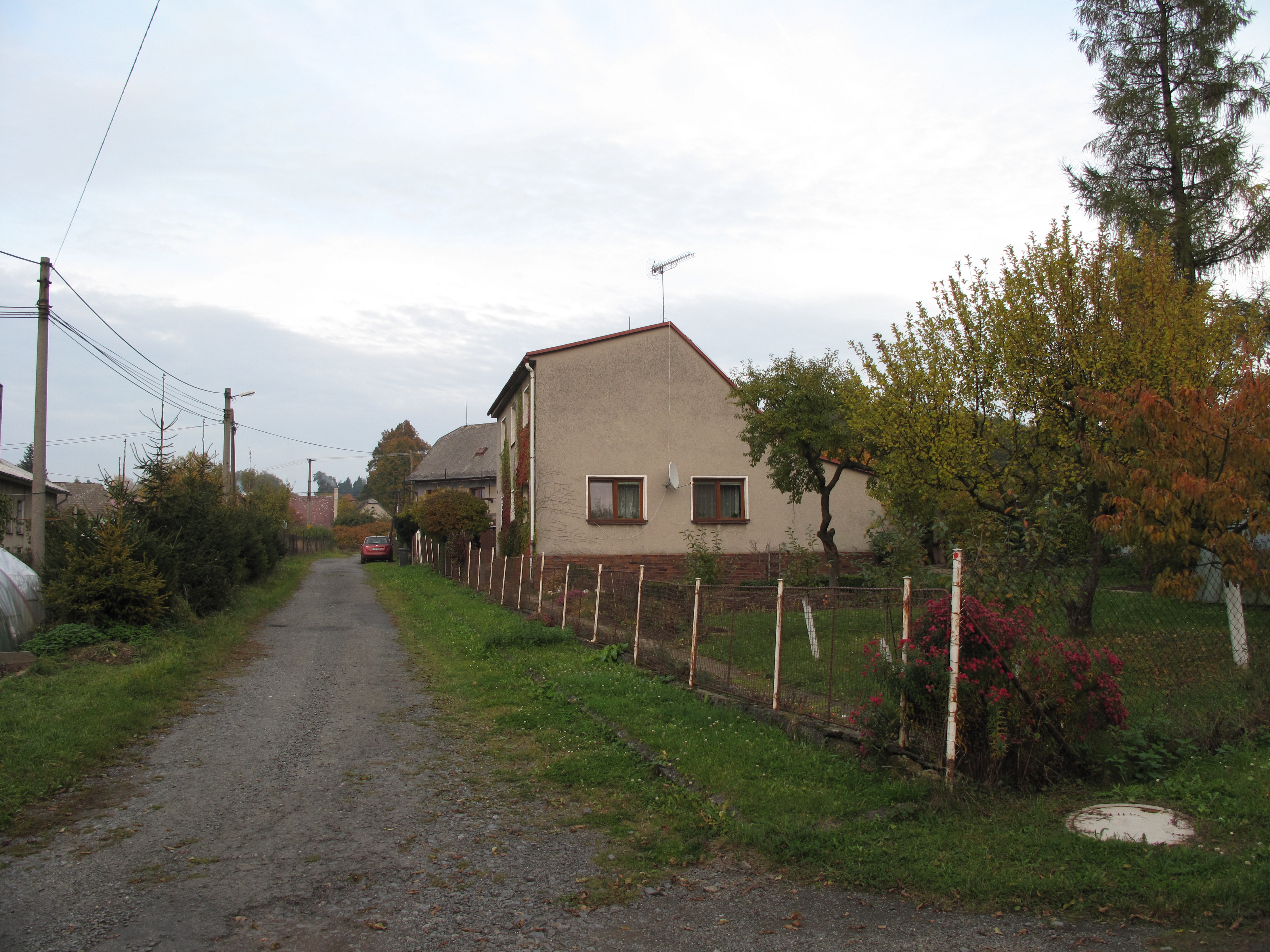
Cesta
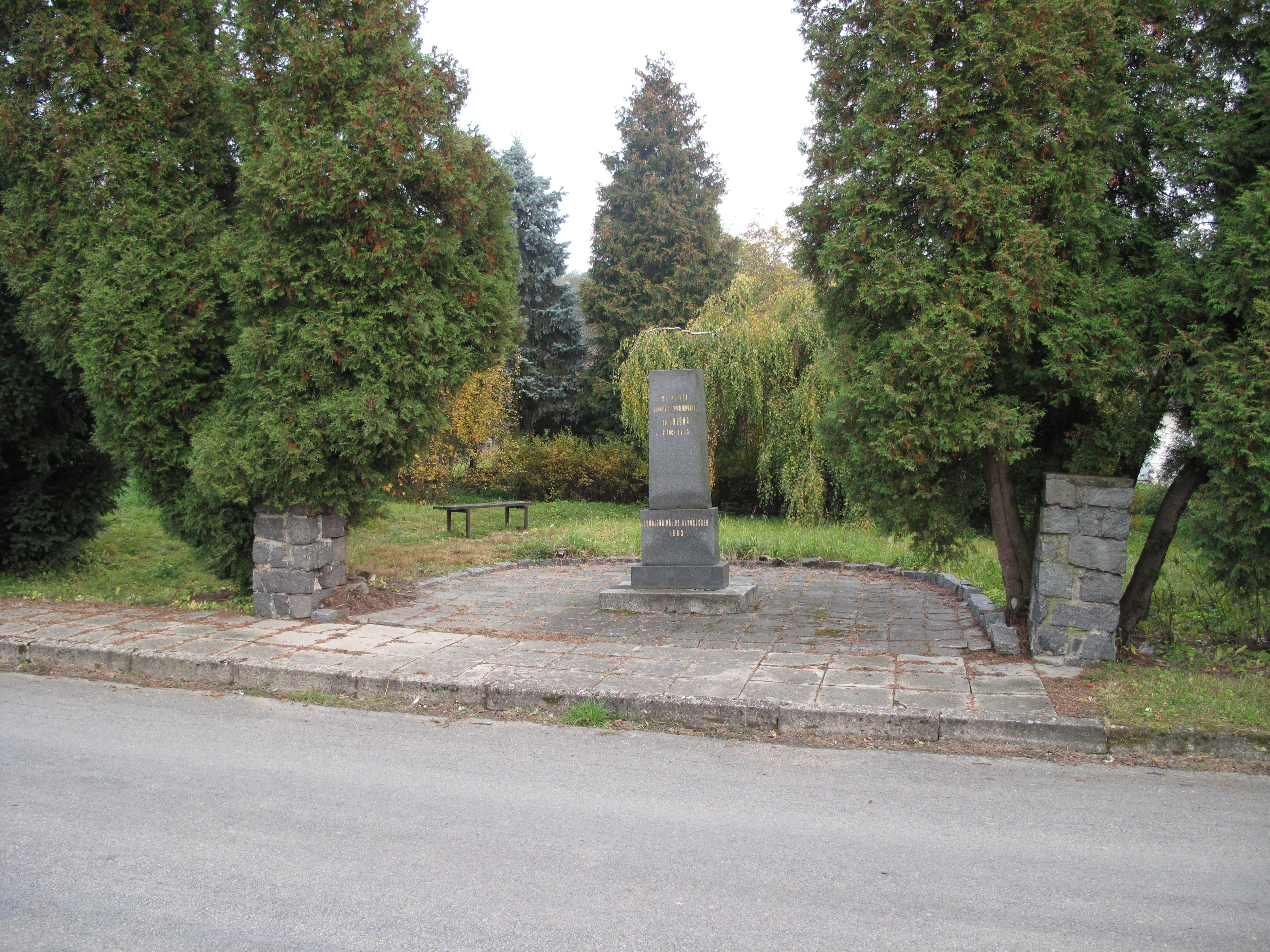
Pomník